# JBPM
jBPM egy Java nyelven írt, nyílt forráskódú workflow motor, amely BPEL-ben vagy jPDL nyelven leírt folyamatokat képes végrehajtani. A JBoss közösség készítette GNU Lesser General Public License licenc alatt.
Lényegében a jBPM a folyamat egy grafikus leírását kapja meg inputként. Egy folyamat tevékenységekből áll, amelyeket átmenetek kapcsolnak össze. A folyamat grafikus leírása a fejlesztő és a megrendelő közötti kommunikációt segíti.
Egy folyamat minden végrehajtásakor egy folyamat egyed hívódik meg, ezeket az egyedeket a jBPM kezeli. Néhány tevékenység automatikus pl.: egy e-mail küldése, vagy EJB meghívása. A tevékenységeknek lehet várakozó állapota, pl.: felhasználói cselekvésre vagy rendszerhívásra várakozás. A várakozás alatt a jBPM menedzseli és perzisztálja a folyamatok állapotát.
A jBPM a PVMen (Processz virtuális gép) alapul, amely a JBoss közösség fejlesztés, hogy több folyamatnyelvet is támogasson natívan.

## jBPM5
A BPMN 2.0 specifikáción alapul. Támogatja az üzleti folyamatok teljes életciklusát (a keletkezéstől a végrehajtáson keresztül egészen az ellenőrzés és irányításig).
Nyílt forráskódú üzleti folyamatok végrehajtását és irányítását kínálja.

### Tartalma
- beágyazhatóság, könnyű súlyú Java folyamat motor, natívan támogatja a BPMN 2.0 futtatást
- BPMN 2.0 folyamatok modellezése Eclipse-ben(Fejlesztők) és a weben (üzleti felhasználók)
- folyamat együttműködés, felügyelet és irányítás  a Guvnor repository-n  keresztül és a web console-on is
- emberi interakciók segítségével egy független WS-HT feladat szolgáltatás
- szoros, hatékony integráció üzleti szabályokkal és esemény feldolgozás